# Trinidad Scorpion Butch T

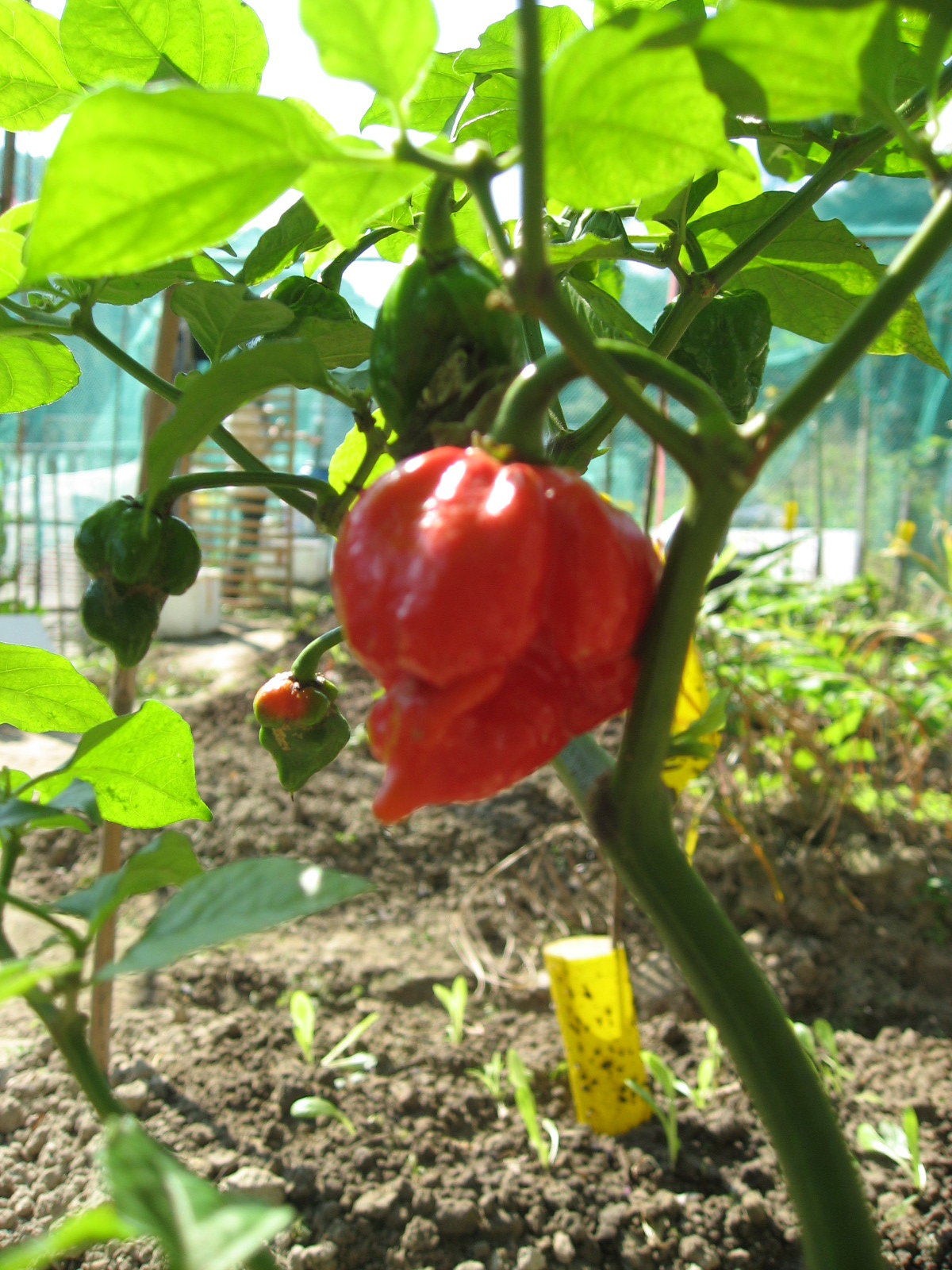
Papryka ‘Trinidad Scorpion Butch T’

Trinidad Scorpion Butch T – kultywar papryki habanero (Capsicum chinense), zaliczany do odmian o najostrzejszym smaku. Nazwa nawiązuje do wyspy Trynidad, gdzie wyhodowano jej wcześniejszą wersję, kształtu przypominającego odwłok skorpiona oraz do Butcha Taylora, właściciela wytwórni sosów chili, któremu udało się uzyskać tę odmianę. Papryka ta trafiła do księgi rekordów Guinnessa. Wyniki testu laboratoryjnego wykazały ostrość rzędu 1 463 700 jednostek w skali Scoville’a. Później uzyskane zostały odmiany o smaku jeszcze bardziej ostrym.